# 火尾犬牙鱂
火尾犬牙鱂，為輻鰭魚綱鯉齒目鰕鱂亞目溪鱂科的其中一種，為熱帶淡水魚，分布於中美洲哥斯大黎加淡水流域，體長可達4.5公分，棲息在海拔750-1100公尺的小溪、沼澤，以昆蟲為食，生活習性不明，可做為觀賞魚。

## 擴展閱讀
維基物種上的相關：火尾犬牙鱂